# 万安桥 (屏南县)
万安桥，又称长桥、龙江公济桥、彩虹桥，位於中國福建省宁德市屏南县长桥镇长桥村，曾為中國最长的木拱廊桥。2022年8月6日因火災而損毀。

## 外观
万安桥全长98.2米，宽4.7米，桥面至水面高度为8.5米。五墩六孔，跨度不等，最大跨度为15.3米，最小跨度为10.6米。桥墩为块石砌成，前尖后方呈半船形，正中桥墩侧面镶有石碑，记述建桥目的及捐资者。橋身以杉木为建料，每孔两端用九根圆木、二根横串梁与八根圆木、四根横串梁相贯成拱，其上横铺木板为桥面。桥上建有廊屋37开间152柱，两旁设桥椅。廊屋中原有神龛，祀观音，20世纪50年代为消除火灾隐患，不再设神龛。桥上有13幅楹联。桥西北端有石阶36级，东南端有石阶10级。

## 歷史
万安桥自北宋建成后，多次被毁又多次重修。据正中桥墩侧面镶嵌的碑记，万安桥始建于北宋元祐五年（1090年）。明末“戊子被盗焚毁，仅存一板”，清康熙四十七年（1708年）木梁、桥面被烧毁，乾隆七年（1742年）重建，乾隆三十三年（1768年）又遭盗焚，道光二十五年（1845年）复建34开间136柱桥屋。民国初年又遭烧毁，民国二十一年（1932年）再度重建，桥身向西北延伸为38开间156柱，桥西北端建有桥亭；相传此次重建时有工匠跌落河中而无恙，故更名“万安桥”。1952年洪水冲毁桥西北端的12开间，1954年由屏南县人民政府出资重建，廊屋内加设桥椅，此次重建的木匠为长桥村黄生富和黄象颜，石匠为曲尺尾村邱允清和前溪村林庆祥。
另据学者研究，万安桥在古时为双向伸臂的平梁廊桥，应为1932年重建时改为木拱廊桥。
2022年8月6日晚22时左右，万安桥突报失火，火灾于當晚22时45分被扑灭，桥体已烧毁坍塌。屏南县当局表示已在調查火灾原因，并啟動保护与修复工作。
2023年，万安桥修复基本完成。

## 保护情况
1988年10月公布为屏南县文物保护单位，1991年4月17日公布为福建省文物保护单位。2006年5月25日作为“闽东北廊桥”之一公布为第六批全国重点文物保护单位，2012年9月作为“闽浙木拱廊桥”之一入选中国世界文化遗产预备名单。